# Паровик, Роман Иванович
Парови́к Рома́н Ива́нович (род. 22 февраля 1984 года, г. Петропавловск-Камчатский, РСФСР) — российский учёный, прикладной математик, доктор физико-математических наук, доцент, профессор ДВО РАН, ведущий научный сотрудник лаборатории моделирования физических процессов Института космофизических исследований и распространения радиоволн Дальневосточного отделения РАН.

## Биография
Родился 22 февраля 1984 года в г. Петропавловске-Камчатском.
В 2006 году окончил ФГБОУ ВО «Камчатский государственный университет имени Витуса Беринга» по специальности "Прикладная математика и информатика" со специализацией «Математическое моделирование».
С 2006 по 2009 годы проходил обучение в очной аспирантуре Федерального государственного бюджетного учреждения науки Института космофизических исследований и распространения радиоволн ДВО РАН по научной специальности 05.13.18. «Математическое моделирование, численные методы и комплексы программ», научный руководитель д.ф.-м.н., проф., Шевцов Б.М.
В 2009 году была защищена на базе Комсомольского-на-Амуре государственного технического университета диссертация на соискание учёной степени кандидата физико-математических наук на тему «Математическое моделирование процессов переноса радона в системе грунт-атмосфера».
С 2010 по 2011 годы по совместительству работал заведующим кафедры «Естественнонаучных и информационных дисциплин» в филиале ГОУ ВПО ДВГТУ (ДВПИ им. В.В. Куйбышева). После объединения двух филиалов ДВГТУ и ДВГУ в г. Петропавловске-Камчатском и ликвидации кафедр, с сентября 2011 г. являлся администратором экономической образовательной программы филиала ДВФУ в г. Петропавловске-Камчатском до 2014 года.
С 2010 по 2014 годы был соискателем учёной степени доктора физико-математических наук в Институте прикладной математики и автоматизации КБ НЦ РАН (г. Нальчик, Кабардино-Балкарская Республика) по научной специальности 05.13.18. «Математическое моделирование, численные методы и комплексы программ» по теме «Применение дробного исчисления в теории колебательных систем», научный консультант д.ф.-м.н., проф., Нахушев А.М.
В 2017 г. было присвоено учёное звание доцента по специальности «Математическое моделирование, численные методы и комплексы программ».
В 2019 г. была защищена диссертация на соискание ученой степени доктора физико-математических наук (Doctor of Science) на тему «Применение дробного исчисления в теории колебательных систем с памятью» по научной специальности 05.01.07 «Математическое моделирование. Численные методы и комплексы программ» на базе Национального Университета Узбекистана имени Мирзо Улугбека , г. Ташкент, Республика Узбекистан.
С 2014 по 2021 годы были возложены обязанности декана физико-математического факультета ФГБОУ ВО "Камчатский государственный университет имени Витуса Беринга". С 2020 по 2022 годы занимал должность профессора кафедры "Математики и физики", а с 2022 по 2024 годы профессора кафедры "Информатики и математики" КамГУ имени Витуса Беринга. Необходимо также отметить, что с 2017 по 2019 годы руководил лабораторией «Дробное исчисления и его приложения» научно-исследовательского Института геофизики, геологии и экологии Камчатки при КамГУ им. Витуса Беринга на условии внешнего совместительства. В рамках лаборатории выполняется НИР «Применение дробного исчисления в теории колебательных систем» №AAAA-A17-117031050058-9, а также по гранту Президента РФ МК-1152.18.1. С 2020 по 2022 годы на условии внешнего совместительства руководил интегративной лабораторией «Природные катастрофы Камчатки – землетрясения и извержения вулканов» ФГБОУ ВО «Камчатский государственный университет имени Витуса Беринга» (№АААА-А19-119072290002). С 2023 по 2024 годы на условии внешнего совместительства руководил международной интегративной научно-исследовательской лабораторией экстремальных явлений Камчатки ФГБОУ ВО «Камчатский государственный университет имени Витуса Беринга». 
С 2019 по 2021 годы работал на условии внешнего совместительства заведующим кафедрой «Высшая математика» ФГБОУ ВО «Камчатский государственный технический университет».
С 2020 по 2024 годы в качестве приглашённого профессора работал на кафедре «Прикладной математики и компьютерного анализа» факультета Прикладной математики и интеллектуальных технологий Национального университета Узбекистана имени Мирзо Улугбека, г. Ташкент, Республика Узбекистан. Читал авторский курс «Суперкомпьютерное моделирование и технологии», руководил выпускными квалификационными работами магистров по направлению подготовки "Прикладная математика". За период работы было подготовлено 4 магистра.
С 2006 год по настоящее время на постоянной основе работает в лаборатории моделирования физических процессов Федерального государственного бюджетного учреждения науки Института космофизических исследований и распространения радиоволн ДВО РАН в должностях: инженера-программиста, младшего научного сотрудника, научного сотрудника, старшего научного сотрудника и ведущего научного сотрудника.

## Научные интересы и достижения
Научная деятельность  связана с разработкой математических моделей, численных алгоритмов их решения, а также компьютерных программ различных динамических процессов. 
Основные полученные научные результаты позволили развить теорию эманационного метода. В частности, был исследован процесс переноса радона в системе грунт-атмосфера. Кроме того, важность этого процесса обусловлена тем, что эманации радона могут выступать оперативными предвестниками сильных землетрясений в сейсмоопасных регионах. В рамках этого исследования была разработана и исследована математическая модель переноса радона в системе «грунт-атмосфера», в которой грунт рассматривается как однородная среда, а коэффициент турбулентной диффузии в атмосфере линейно зависит от ее высоты. Разработан алгоритм, на основе классической модели переноса радона в системе «грунт-атмосфера», для расчета плотности потока радона с поверхности земли по экспериментальным данным временных рядов радоновых полей, полученных на Петропавловске-Камчатском геодинамическом полигоне. Разработаны и исследованы математические модели переноса радона в системе «грунт-атмосфера», в которой грунт обладает фрактальными свойствами, для режимов аномальной диффузии и аномальной адвекции. Проведено исследование особенностей и условий смены режимов аномальной диффузии и аномальной адвекции в зависимости от фрактальных свойств грунта. Исследование аномальной диффузии и адвекции радона в системе грунт-атмосфера позволили описать аномальные эффекты в значениях объемной активности радона, которые предшествовали сильным землетрясениям на Камчатке (М>5.5), а также позволило заложить основы неклассической теории эманационного метода. 
Другое направление исследований связано с развитием теории колебательных систем с наследственностью (памятью).  Было исследовано семейство дробных осцилляторов - осцилляторов, которые описываются с помощью операторов дробных производных. С позиции системного подхода была дана классификация таких систем, а также проведено исследование дробных осцилляторов. В рамках этого исследования был разработан широкий класс математических моделей дробных осцилляторов (Матье, Эйри, Дуффинга, Ван дер Поля и др.). Доказана теорема существования и единственности решения задачи Коши для широкого класса дробных осцилляторов. Разработаны численные алгоритмы решения задачи Коши для широкого класса дробных осцилляторов. Доказаны теоремы сходимости и устойчивости, а их результаты были подтверждены на тестовых примерах. Разработаны компьютерные программы, реализующие численные алгоритмы с целью визуализации результатов исследования. Программы были зарегистрированы в Роспатенте. Исследованы амплитудно-частотные и фазо-частотные характеристики различных дробных осцилляторов. Показано, что порядки дробных производных, входящих в модельное уравнение, отвечают за интенсивность диссипации энергии и связаны с добротностью колебательной системы Исследованы хаотические и регулярные режимы нелинейных дробных осцилляторов. Разработан алгоритм построения спектров максимальных показателей Ляпунова на основе алгоритма Вольфа-Бенеттина. Построены бифуркационные диаграммы. Показано, что введение дробной инерции в модельное уравнение дробного осциллятора может давать положительные значения в спектре максимальных показателей Ляпунова и, следовательно, существует хаотический режим. Теория дробных осцилляторов нашла применение в геофизике при моделировании движения лавового потока при извержении вулканов Камчатки, при моделировании микросейсмических колебаний, геоакустической эмиссии и т.д.
Основные результаты, полученные в рамках этих исследований были доложены в качестве риглашенных догладов на международных конференциях, например, в 2019 году в университете Адамас (Калькутта, Индия), в Национальном университете Узбекистана имени Мирзо Улугбека с 2013 по 2025 годы (Ташкент, Узбекистан) и т.д.
В настоящее время развитие теории эманационного метода и теории дробных осцилляторов также отражено в работах учеников. Под руководством Паровика Р.И.  было защищено 3 кандидатские диссертации (PhD) и в настоящее время осуществляется руководство 4 аспирантами .  Была создана научная школа "Применение дробного исчисления в математическом моделировании динамических систем" (2025).
Автор 428 публикаций из них: 98 публикаций из перечня ВАК, 55 публикаций в международных журналах Web of Science, Scopus, 10 монографий, 5 учебных пособий, 18 свидетельств о регистрации в Роспатенте программ для ЭВМ, остальные публикации в других рецензируемых журналах, материалах, трудах и тезисах конференций.
Активно принимает участие в различных качествах в научных конференциях разного ранга и уровня, а также в грантах РФФИ, РНФ, ФЦП и АВЦП, президента РФ.  В частности, в 2008 году стал Лауреатом выставки НТТМ-2008 за разработку алгоритма расчета плотности потока радона с земной поверхности. В 2020 году стал победителем конкурса "Золотые имена Высшей школы-2020" в номинации "За вклад в науку и образование". Был победителем конкурса «Лучший научный сотрудник-2023» среди научно-образовательных учреждений СНГ за разработку математической модели движения лавового потока при извержении вулкана Кизимен на Камчатке. 
Академик Российской академии естествознания (2022), Аккредитованный эксперт Федерального реестра экспертов научно-технической сферы (2022, 2025), Эксперт Российского научного фонда (2023), Профессор ДВО РАН (2024).

## Педагогическая деятельность
Педагогическую деятельно начал еще будучи студентом КамГУ имени Витуса Беринга. С 2003 по 2010 годы работал тренером-преподавателем в ДЮСШ №1  на базе средних общеобразовательных школ г. Петропавловска-Камчатского №33, №32 и центра детского развития «Эврика» по отделению шахматы. Имеет спортивный разряд: кандидат мастера спорта, а также является судьей 1 категории.
После окончания  КамГУ имени Витуса Беринга с 2007 по 2010 годы работал в качестве преподавателя-почасовика на кафедре «Прикладной математики» КамГУ им. Витуса Беринга, сначала на должности ассистента, а потом и старшего преподавателя.
С 2010 по 2011 годы работал доцентом кафедры «Естественнонаучных и информационных дисциплин» и по совместительству заведующим этой кафедры в филиале ГОУ ВПО ДВГТУ (ДВПИ им. В.В. Куйбышева) в г. Петропавловске-Камчатском. После объединения двух филиалов ДВГТУ и ДВГУ в г. Петропавловске-Камчатском и ликвидации кафедр, с сентября 2011 г. являлся администратором экономической образовательной программы филиала ДВФУ в г. Петропавловске-Камчатском. 
В 2013 году работал в качестве преподавателя-почасовика на кафедре «Математики и физики» КамГУ им. Витуса Беринга в должности доцента. В 2014 году стал исполняющим обязанностями заведующего кафедрой «Математики и физики» КамГУ им. Витуса Беринга. С декабря 2014 г. по октябрь 2021 г. были возложены обязанности декана физико-математического факультета. В сентябре 2020 избран профессором кафедры Математики и физики КамГУ им. Витуса Беринга на 5 лет. С октября 2021 г. по октябрь 2022 являлся профессором кафедры математики и физики на 0.5. ставки на условиях внешнего совместительства, а с октября 2022 г по февраль 2024 г– профессор кафедры информатики и математики. Читал следующие курсы: "Математическое и имитационное моделирование", "Непрерывные математические модели", "Нелинейная динамика", "Дифференциальные уравнения", "Жесткие системы дифференциальных уравнений", «Нелинейные математические модели», «Уравнения математической физики», «Специальные функции», «Суперкомпьютерное моделирование и технологии». 
Руководил выпускными квалификационными работами магистров по направлению подготовки 01.04.02 «Прикладная математика и информатика», профиль «Математическое моделирование и вычислительные технологии».
За время работы в КамГУ им. Витуса Беринга было подготовлено 15 магистров (4– зарубежные магистры) и 8 бакалавров. Также за это время была организована серия предметных олимпиад «Витус Беринг» для школьников средних общеобразовательных школ Камчатского края по математике, физике и информатике. Организована совместно с МФТИ площадка на базе КамГУ им. Витуса Беринга для проведения Всероссийской физико-технической контрольной «Выходи решать!».
С сентября 2019 г.  по июнь 2021 г.  работал на условии внешнего совместительства заведующим кафедрой «Высшая математика» ФГБОУ ВО «Камчатский государственный технический университет» и читал курс лекций «Моделирование систем и процессов».
В мае 2017 г. в г. Ташкенте, Республика Узбекистан, согласно договору о сотрудничестве между КамГУ им. Витуса Беринга и Национальным университетом Узбекистана имени Мирзо Улугбека, в качестве приглашенного профессора, мною был прочитан курс лекций "Математическое моделирование нелокальных процессов" магистрам по направлению подготовки "Математика" факультета Математики НУУз им. Мирзо Улугбека.
В январе 2019 г. по приглашению руководства Университета Адамаса, (Калькутта, Индия) читал курс лекций «Математическое моделирование дробных осцилляторов».
С 2020 г. по 2024 годы по совместительству занимал должности доцента и и.о. профессора кафедры «Прикладной математики и компьютерного анализа» факультета Прикладной математики и интеллектуальных технологий. Читал курс «Суперкомпьютерное моделирование и технологии» в Национальном университете Узбекистана имени Мирзо Улугбека. Подготовил 4 магистров.
В настоящее время руководит 3 аспирантами по программе 09.06.01 Информатика и вычислительная техника, с научной направленностью 1.1.2 «Математическое моделирование, численные методы и комплексы программ» на кафедре "Информатики и математики" КамГУ имени Витуса Беринга.
В рамках педагогической деятельности было опубликовано 5 учебных пособий с различными грифами для студентов направления подготовки "Прикладная математика и информатика", в том числе одно учебное пособие опубликована за рубежом. 

## Научно-организационная деятельность
С 2020 года являюсь заместителем главного редактора научного рецензируемого журнала "Вестник КРАУНЦ. Физико-математические науки", который входит в перечень ВАК c 2017 года и ряд международных и российских баз цитирования (zbMath, MathSciNet, Math-Net, РИНЦ, Crossref, DOAJ).
Член редколлегии журнала Вестник Дагестанского государственного университета. Серия 1: Естественные науки (ВАК России)
Член редколегии журнала Прикладная математика & Физика (ВАК России)
Член редколлегии журнала Проблемы механики (ВАК Узбекистана)
Член редколлегии журнала MDPI Mathematics (Q1).
Организовал ряд специальных выпусков в журналах MDPI первого квартиля как приглашенный редактор и соредактор.
В 2025 году организовал совместно с  д.ф.-м.н. Мамчуевым М.О. (ПМА КБНЦ РАН), д.ф.-м.н. Зуннуновым и Равиловым Ш.М. (Ташкентский филиал РГУ им И.М. Губкина)  Международный семинар «Современные проблемы математики, физики и информатики».
В 2018-2019 годах являлся членом Совета по науке и инновациям при Губернаторе Камчатского края. С 2014 по 2021 годы являлся членом ученого совета КамГУ имени Витуса Беринга. C 2014 по 2023 годы - членом научно-технического совета КамГУ имени Витуса Беринга. С 2018 по настоящее время являюсь членом ученого совета Федерального государственного бюджетного учреждения науки Института космофизических исследований и распространения радиоволн ДВО РАН.
В Камчатском крае принимал участие в организации следующих научных мероприятий: «Первая Камчатская школа по физике элементарных частиц и смежным темам» совместно с ОИЯИ, 23-27 сентября 2019 г.; III и IV Всероссийские научные молодежные школы «Геосферы и космос»(КамГУ им. Витуса Беринга и ИКИР ДВО РАН), 2018, 2021 и 2023 гг., XIX-XXI Межрегиональной научно практической конференции «Теория и практика современных гуманитарных и естественных наук» и научно-практической конференции «Приоритетные направления развития естественных, математических наук и информационных технологий» 2014-2021 гг. (КамГУ им. Витуса Беринга), Международных конференций «Солнечно-земные связи и предвестники землетрясений» (ИКИР ДВО РАН) .
Являлся членом программных комитетов различных международных конференций как в России, так и за рубежом.

## Экспертная деятельность
С 2014-2021 годы член экспертной комиссии Регионального молодежного инновационного конкурса в Камчатском крае и конкурса научно-технического творчества молодежи «Шаг в будущее».
С 2017 году входит в экспертный совет Российской академии естествознания.
С 2020 года является экспертом фонда Геннадия Комиссарова и фонда «Содействия инновациям» по программе «УМНИК».
С 2022 года является аккредитованным экспертом Федерального реестра экспертов научно-технической сферы.
С 2023 года является экспертом Российского научного фонда.
Является постоянным рецензентом журналов из перечня ВАК России: "Фундаментальные исследования", "Современные наукоемкие технологии", «Вестник Самарского технического университета. Серия Физико-математические науки», Письма ЖТФ, а также из перечня ВАК Узбекистана: Проблемы механики, Uzbek Mathematical Journal. Журналов Scopus (Web of Sciences) MDPI "Mathematics", «Axioms», «Symmetry», «Fluids», «Coatings», «Fractal and Fractional», а также журналов MathSciNet Американского математического общества.

## Награды
1. Медаль «За успехи в научно-техническом творчестве" НТТМ-2008 г. (2008).
2. Почетная грамота Совета ректоров вузов Камчатского края (2017).
3. Благодарственное письмо Правительства Камчатского края (2018).
4. Победитель конкурса «Золотые имена Высшей школы-2020» (2020).
5. Благодарственное письмо депутата Государственной Думы Слыщенко К.Г. (2021)
6. Почетная грамота Губернатора Камчатского края (2021).
7. Почётная грамота ДВО РАН (2023).
8. Почетная грамота ректора КамГУ им. Витуса Беринга (2023).
9. Почётная грамота РАН (2024)